# NGC 4060
NGC 4060 في الفهرس العام الجديد، هي مجرة، تقع في كوكبة الهلبة. اكتشفت في 18 مارس 1865 بواسطة ألبرت مارث.

## روابط خارجية
- NGC 4060 على موقع ويكي سكاي: DSS2, SDSS, GALEX, IRAS, Hydrogen α, X-Ray, Astrophoto, Sky Map, Articles and images